# Mohrenpfeffer
Xylopia aethiopica ist eine Pflanzenart aus der Familie der Annonengewächse (Annonaceae). Sie liefert die als Mohrenpfeffer, Selimskörner, Senegalpfeffer, Guineapfeffer oder Kanipfeffer bezeichnete Frucht. Der botanische Gattungsname Xylopia leitet sich von den griechischen Wörtern xylon für Holz und pikron für bitter ab; das Artepitheton aethiopica bezieht sich auf die „äthiopische“ Herkunft, meint aber die historische Bezeichnung weiter Gebiete Afrikas und nicht das Land Äthiopien.

## Beschreibung

### Vegetative Merkmale
Xylopia aethiopica wächst als immergrüner, schlanker, großer, aromatischer Baum, der Wuchshöhen von 15 bis 30, selten bis zu 45 Meter und Stammdurchmesser von etwa 50 bis über 60 cm erreicht. Er bildet einen geraden Stamm, eine vielverzweigte Baumkrone und manchmal Brettwurzeln. Die grau-braune Borke ist glatt oder später vertikal rissig und schält sich leicht ab. Die Rinde der Zweige ist rot-braun bis schwärzlich, anfangs flaumig behaart, später glatt bis mehr oder weniger runzelig. Es sind viele auffällige Lentizellen vorhanden.
Die wechselständig an den Zweigen angeordneten Laubblätter bestehen aus Blattstiel und Blattspreite. Der kurze 4 bis 9 mm lange Blattstiel ist fast kahl. Die einfache, leicht ledrige Blattspreite ist mit einer Länge von 8 bis 16,5 cm und einer Breite von 2,8 bis 6,5 cm, eiförmig, -lanzettlich bis elliptisch mit ganzem Blattrand und an der Spitze rundspitzig bis zugespitzt oder geschwänzt. Die Blattfläche ist bläulich-grün, oberseits kahl und unterseits fein bräunlich behaart bis kahl.

### Blütenstand und Blüten
Der Mohrenpfeffer ist vorweiblich, protogyn. Achselständig erscheinen die bis 5–15 mm lang gestielten Blüten einzeln oder bis zu siebt, bündelig an einem 4 bis 10 mm langen, rostfarben angedrückt und flaumig behaarten Blütenstandsschaft. Die zwei abfallenden Deckblätter sind reduziert.
Die duftenden, zwittrigen und dreizähligen Blüten sind mit doppelter Blütenhülle. Die drei kleinen, mit einer Länge von 3 bis 5 mm breit-dreieckigen bis halbkreisförmigen, ledrigen, bis etwa zur Hälfte verwachsenen Kelchblätter sind außen angedrückt flaumig behaart bis kahl, innen schwärzlich und fast kahl. Es sind zwei Kreise mit je drei grünlich-weißen bis cremefarbenen oder gelben, freien und fein behaarten, ledrigen, ausladenden Kronblättern vorhanden, von denen die äußeren mit einer Größe von 2,5 bis 6,5 × etwa 0,4–0,6 cm linealisch mit einer konkaven Basis und der Bereich darüber ist gekrümmt, die inneren sind etwas kürzer und etwas schmaler.
Die sehr vielen Staubblätter und Staminodien sind mit einer Länge von 1,1 bis 1,7 mm länglich. Es sind meist 24 bis 32 (selten bis 42) freie, engstehende, etwa 2–3 mm lange, kurz und dicht behaarte Fruchtblätter vorhanden. Jedes oberständige Fruchtblatt enthält sechs bis acht Samenanlagen. Die konisch zusammenstehenden Griffel sind etwa doppelt bis dreimal so lang wie der zylindrische Fruchtknoten.
In Westafrika gibt es zwei Blütenzeiten pro Jahr von März bis Juli und von Oktober bis Dezember.

### Früchte und Samen
Meist 16 bis 24 (5 bis 42) grünliche bis leicht rötliche und mehrsamige, fingerförmige Balgfrüchte stehen in einer Sammelbalgfrucht zusammen. Der Fruchtstiel weist eine Länge von 7 bis 12 (selten bis 22) mm auf. Die geraden bis etwas gedrehten Balgfrüchte sind mit einer Länge von 3,5 bis 8 cm und einem Durchmesser von 4 bis 8 mm länglich-zylindrisch und an den Samen etwas eingeschnürt. Die einzelnen Früchte enthalten 4 bis 12 einreihige Samen. Die mit einer Länge von 5 bis 7 mm ellipsoiden Samen sind glänzend schwarz bis bräunlich mit einem becherförmigen, 2 bis 3 mm langen, orange-gelben bis gelben und fleischigen, zweilappigen Arillus. Sie liegen in einem rötlichen Endokarp. Die Hülle ist aromatisch, aber die eigentlichen Samen nicht. In Westafrika reifen die Früchte auch entsprechend der Blütezeiten von Dezember bis März und Juni bis September.

## Verwendung und Geschichte
Mohrenpfeffer war im frühzeitlichen und mittelalterlichem Europa vorwiegend ein Pfefferersatz. Nachdem im Laufe des 16. Jahrhunderts der Import von schwarzem Pfeffer aus Indien die Verwendung von Mohrenpfeffer in Europa fast verdrängte, wird er heutzutage hauptsächlich in Afrika verwendet.
Der Geschmack erinnert an Muskat und Kubebenpfeffer, ist aromatisch, scharf und leicht bitter. Die Samen sind kaum geschmacksgebend, vorwiegend geben die „Schoten“ den Geschmack. Er dient zum Beispiel als Gewürz in Senegal für den Café Touba.
Außer dem Mohrenpfeffer (Xylopia aethiopica) wird auch der Gestreifte Mohrenpfeffer (Xylopia quintasii Syn.: Xylopia striata) in der lokalen Küche verwendet. In Südamerika hat der verwandte Burropfeffer (Xylopia aromatica) ähnliche Anwendungen unter den brasilianischen Indios gefunden.

## Vorkommen
Die Heimat von Xylopia aethiopica ist das tropische Afrika vom Sudan über Tansania, Uganda, Kamerun, die Zentralafrikanische Republik, Gabun, São Tomé und Príncipe, Demokratische Republik Kongo, Benin, Burkina Faso, die Elfenbeinküste, Gambia, Ghana, Guinea, Guinea-Bissau, Liberia, Nigeria, Senegal, Sierra Leone, Togo, Sambia bis Angola und Mosambik, aber nicht Äthiopien.
Xylopia aethiopica gedeiht natürlicherweise in den Tiefland-Regenwäldern und Waldgebieten in den Savannenzonen Afrikas und ist häufig im westlichen, zentralen und im südlichen Afrika anzutreffen. Diese Art ist weit verbreitet in den feuchten Waldgebieten und entlang der Flüsse in den trockeneren Gebieten. In Höhenlagen zwischen 200 und 500 Meter findet Xylopia aethiopica gute Bedingungen bei Jahresdurchschnittstemperaturen zwischen 20 und 31 °C und Jahresniederschlägen zwischen 1500 und 2500 mm.

## Systematik
Diese Art wurde 1817 als Unona aethiopica durch Michel Félix Dunal in Monographie de la famille des Anonacées, S. 113 erstbeschrieben. Achille Richard stellte sie 1845 in Historia Fisica Politica y Natural de la Isla de Cuba, Botanica, 1, S. 53 in die Gattung Xylopia. Weitere Synonyme für Xylopia aethiopica (Dunal) A.Rich. sind: Habzelia aethiopica DC., Uvaria aethiopica A.Rich., Xylopia dekeyzeriana De Wild., Xylopia eminii Engl., Xylopia gilletii De Wild., Xylopicrum aethiopicum Kuntze.